# Гіпоглікемічна кома
Гіпоглікемі́чна ко́ма — гострий патологічний стан гіпоглікемії, клінічний синдром, що виникає при різкому зниженні рівня глюкози в сироватці крові (нижче 2.2 ммоль\л) та призводить до глибоких порушень з боку головного мозку, виникнення коми з тривалою втратою свідомості.

## Етіопатогенез
Розвитку цього виду коми може сприяти:
- Надлишкове введення інсуліну або препаратів сульфонілсечовини.
- Недостатнє харчування: порушення режиму харчування, недостатня кількість вуглеводів у складі їжі.
- Несвоєчасна корекція інсулінотерапії при надлишковому фізичному навантаженні, зміні харчового режиму тощо.
- Патологія печінки, кишки, стан після резекції шлунка (розвиток демпінг-синдрому): за рахунок зменшення запасів глікогену і уповільнення швидкості всмоктування глюкози.
- Хронічний алкоголізм, на тлі котрого блокуються процеси глікогенолізу (розпаду полімера глікогену до простих вуглеводів).
- Захворювання ендокринної системи, які супроводжуються дефіцитом контрінсулінових гормонів (гіпопітуїтаризм, гіпотиреоз, гіпокортицизм тощо).
- Порушення діяльності центральної нервової системи (ЦНС), особливо її вегетативного (автономного) відділу[1].

Головна ланка патогенезу гіпоглікемічної коми — недостатня утилізація глюкози клітинами головного мозку, розвиток гіпоксії та прогресуючі внаслідок цього метаболічні розлади. Тобто гіпоглікемічна кома не є діабетичною по суті — головний чинник не підвищений, а знижений рівень глюкози в сироватці пацієнта (на тлі проведення інсулінотерапії, станів, які супроводжуються недостатністю продукування контрінсулінових гормонів або пухлини, продукуючий інсулін). Реакція ЦНС на цей патологічний стан проходить у певній послідовності: кора головного мозку → підкоркові структури → мозочок → довгастий мозок.

## Клінічні ознаки
Гіпоглікемічна кома розвивається швидко. Виділяють 5 стадій, які в процесі розвитку коми переходять з однієї в другу швидко без чітких меж.

## Ускладнення
Часті та глибокі гіпоглікемічні стани призводять до незворотних уражень кори головного мозку з клінічними проявами енцефалопатії та зниження інтелекту.

## Невідкладна допомога
Якщо хворий на цукровий діабет відчуває початкові ознаки гіпоглікемії (без втрати свідомості) — негайно дати солодощі (стакан солодкого чаю, 2—3 шматочків цукру, або мед). Якщо хворий втратив свідомість — викликати машину швидкої допомоги.
- Глюкоза 40 % до 100 мл внутрішньовенно повільно, якщо ефект відсутній — адреналін 0,1 % 1мл.
- Глюкокортикостероїди (преднізолон 30-60 мг, гідрокортизон 150—200 мг).
- Кокарбоксилаза внутрішньовенно краплинно 100 мг, розчин аскорбінової кислоти 5 % 5 мл внутрішньовенно краплинно, розчин В6 5 % 1 мл.
- Для запобігання набряку мозку внутрішньовенно краплинно розчин манітолу 15-20 % (0,05-1 г/кг), після цього фуросемід (60-100 мг).
- При судомах — 25 % розчин магнію сульфату 5-10 мл внутрішньом'язово, оксигенотерапія.
- При низькому артеріальному тиску (АТ) — 1 мл 0,5 % ДОКСА і 0,3 — 0,5 мл 1 % мезатону підшкірно.
- За необхідності додаткове уведення 5 % розчину глюкози внутрішньовенно краплинно.

## Консервативне лікування
Першою допомогою пацієнту з тяжкою гіпоглікемічною комою є внутрішньовенне введення 40 % розчину глюкози. Кількість уведеної глюкози залежить від рівня глікемії. Цільове значення — гіперглікемія (не менше 10 ммоль/л). Іноді достатньо 20-40 мл як для підвищення глікемії, так і для відновлення свідомості. У середньому для випадку тяжкої коми потрібно від 60 до 200 мл 40 % розчину. В екстреному наборі у медсестри спеціалізованого відділення є кілька шприців по 20 мл і не менше 2 упаковок (10 ампул по 20 мл) 40 % глюкози. Допомогу надають двоє або більше осіб. Одна набирає новий або той, що звільнився, шприц, інша вводить глюкозу. Іноді третя необхідна для фіксації пацієнта, поведінку якого в комі контролювати деколи досить важко. Бувають випадки, коли потрібно чи не весь персонал для утримування хворого, щоб медсестра змогла надавати допомогу. Зазвичай перші два — три шприца вводяться без повторного контролю глікемії. Контроль глікемії здійснюється після кожного шприца, починаючи з 3-4-го. Якщо свідомість проясняється, введення не припиняється, поки глікемія не досягне цільового значення. Якщо свідомість не відновлюється після досягнення гіперглікемії, переходять на інфузію 10 % розчину глюкози, додатково вводять глюкокортикоїди (75 мг гідрокортизону), глюкагон (1 мг), іноді — катехоламіни (2-4 мл 0,18 % розчину адреналіну). При тривалому порушенні свідомості доцільні діуретики, в першу чергу осмотичні. Після відновлення свідомості необхідно запропонувати хворому вуглеводну їжу. Тривалим наслідком цієї коми нерідко буває підйом АТ, іноді досить резистентний до терапії, до складу якої також резонно включати сечогінні.